# Felipe Amoedo

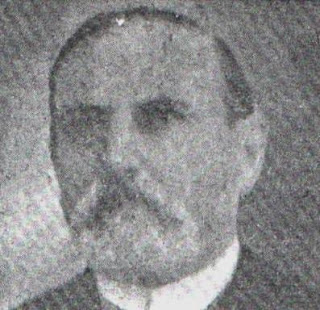
Felipe Amoedo.

Felipe Amoedo (Buenos Aires, 1 de mayo de 1828 - Quilmes el 6 de enero de 1900) fue uno de los primeros farmacéuticos diplomados en Argentina.
Visitando el entonces pueblo de Quilmes, queda prendado con el lugar (y con una dama lugareña con quien posteriormente se casaría) decidiendo residir ahí.
Además de atender su farmacia (entonces se llamaba "botica") se embarcó en la política. Seguidor de Adolfo Alsina, fue nombrado juez de paz y luego presidente del municipio en 1874 y de 1876 a 1878. 
Fue el primer intendente de Quilmes cuando dicho cargo fue creado en lugar del viejo puesto de "presidente del municipio" asumiendo solo durante el año 1886 y luego de un período sin participar en la política, volvió a serlo en 1895 por el voto directo del vecindario. Algunos dicen que fue en 1897 pero en realidad en ese año el intendente ha sido otro Amoedo, su sobrino Joaquín.